# Nieborów
Nieborów è un comune rurale polacco del distretto di Łowicz, nel voivodato di Łódź.
Ricopre una superficie di 103,29 km² e nel 2004 contava 9 498 abitanti.